# Oportunisme
L'oportunisme és la capacitat d'adaptar se ràpidament a les circumstàncies per interés personal, allunyant-se de principis morals o d’un pla programat. El concepte és parent amb el possibilisme, que, tot i conservar la fe en els propis principis, accepta cedir en alguns punts del propi programa i a pactar amb altres partits o corrents, en canvi d’obtenir objectius parcials i immediats o de mantenir-se en el poder.

## Sociologia
L'oportunisme o la persecució d'avantatges a curt termini , oblidant els principis bàsics de qualsevol organització, sigui una associació, religió, partit polític o empresa. En política és parla de canvi de camisa i s'hi veu una manca de principis del personal polític, «els vividors del romanç, de dreta o de l’esquerra del cotxe oficial i la poltrona.» En una lletra a August Bebel i uns altres polítics, Karl Marx i Friedrich Engels parlen d'oportunistes que en paraules no renuncien al programa, però n'ajornen la realització sine die per als fils i als nets. «Mentrestant tots els seus esforços es dediquen a banalitats infinites, a apedaçar el règim capitalista intentant donar la impressió que es fa alguna cosa, sense atemorir mai la burgesia». Es veu igualment oportunisme en la persona que tria un partit polític, no pas per ser particularment afí amb el programa, però com que veu aquest partit com al millor trampolí per a la carrera.
En el món de l'empresa, entre l'aprofitament d'una oportunitat i l'oportunisme, la frontera és borrosa. L'asimetria de la informació entre els diferents actors del mercat pot estimular l'oportunisme que pot conduir a esforços deliberats d'enganyar, deformar o confondre els altres partits, «una recerca de l'interés propi amb astuci».

## Biologia
En biologia és la capacitat d'espècies, amb una taxa de multiplicació elevada, d'aprofitar ràpidament un espai deixat en l'ecosistema. S'adapten a condicions canviants. Aquestes característiques els permeten ser les primeres a colonitzar un medi sotmès a una pertorbació, com per exemple un terreny incendiat o afectat per una allau, un camp de conreu, un talús de carretera, etc.
Si la pertorbació és temporal, els oportunistes acaben sent desplaçats per les espècies pròpies de l'ecosistema originari. D'altra banda, en ser capaços d'instal·lar-se en medis profundament alterats i inhòspits, contribueixen a crear-hi condicions favorables per a espècies més exigents.
La majoria de les plantes considerades males herbes, de les plagues agrícoles o forestals i de les espècies invasores són oportunistes. També l'ésser humà es pot considerar alhora oportunista i invasora.

## Medicina
En la medicina es parla d'oportunisme per designar una infecció que aprofita una oportunitat (una malaltia, una ferida, una feblesa o una altra condició) per desenvolupar-se, quan en un organisme sa, no hauria hagut cap oportunitat d'atacar.

## En les arts
«L'oportunista», cançó de protesta de Jacques Dutronc que critica els protestadors del maig 1968 que després de la revolució canvien alegrament de camisa.